# Berent Prakken (hoogleraar)
Berent Jan Prakken (Amsterdam, 14 juni 1958) is een kindergeneeskundige en immunoloog.

## Biografie
Prakken studeerde geneeskunde te Groningen en promoveerde op 17 december 1996 aan de Universiteit Utrecht op het proefschrift Heat shock proteins and the immunoregulation of chronic arthritis. Sinds 2006 is hij profileringshoogleraar Kindergeneeskunde, in het bijzonder chronische inflammatie, aan de universiteit waar hij ook promoveerde en waar hij sinds 1999 universitair hoofddocent was. Zijn oratie onder de titel Wie ben ik hield hij op 3 juni 2008.

## Privé
Prakken is in 1995 getrouwd met beeldend kunstenares Anna van Suchtelen.